# 圣埃布勒蒙-德邦福塞
圣埃布勒蒙-德邦福塞（法語：Saint-Ébremond-de-Bonfossé，法語發音：[sɛ̃.t‿ebʁəmɔ̃ də bɔ̃fose]）是法国芒什省的一个旧市镇，属于圣洛区。2017年，圣埃布勒蒙-德邦福塞并入相邻的卡尼西。

## 地理
圣埃布勒蒙-德邦福塞（49°4'0"N, 1°8'58"W）面积11.9 平方千米，位于法国诺曼底大区芒什省，该省份为法国西北部沿海省份，西、北、东北三面环大西洋，东起顺时针与卡爾瓦多斯省、奧恩省、马耶讷省和伊勒-维莱讷省接壤。
与圣埃布勒蒙-德邦福塞接壤的市镇（或旧市镇、城区）包括：圣吉勒、圣洛、圣马丹德邦福塞、布尔瓦莱、卡尼西、古法勒尔、圣桑松德邦福塞、布尔瓦莱。
圣埃布勒蒙-德邦福塞的时区为UTC+01:00、UTC+02:00（夏令时）。

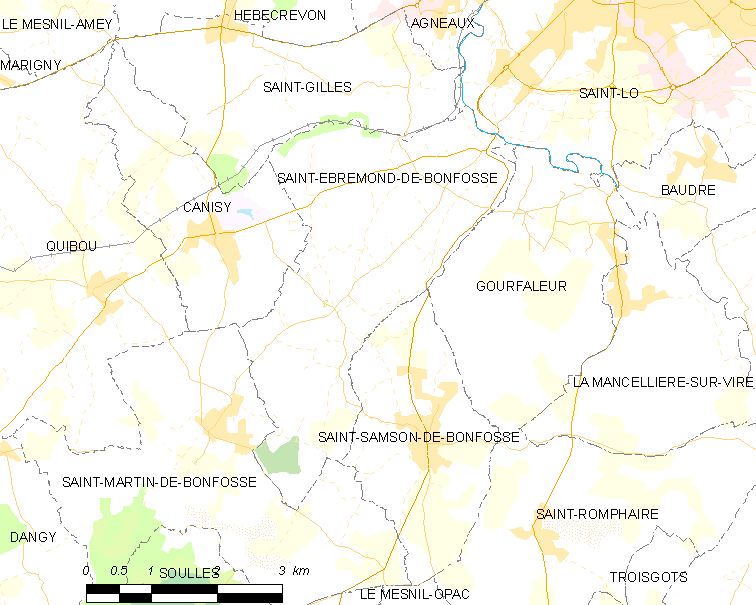
圣埃布勒蒙-德邦福塞的OSM定位图

## 行政
圣埃布勒蒙-德邦福塞的邮政编码为50750，INSEE市镇编码为50465。

## 政治
圣埃布勒蒙-德邦福塞所属的省级选区为圣洛第二县。

## 人口

1962-2008年间圣埃布勒蒙-德邦福塞人口变化图示

圣埃布勒蒙-德邦福塞于2018年1月1日时的人口数量为727人。